# Selago tenuifolia
Selago tenuifolia är en flenörtsväxtart som först beskrevs av Robert Allen Rolfe, och fick sitt nu gällande namn av O.M. Hilliard. Selago tenuifolia ingår i släktet Selago och familjen flenörtsväxter. Inga underarter finns listade i Catalogue of Life.